# Lasioglossum minutuloides
Lasioglossum minutuloides är en biart som beskrevs av Ebmer 1978. Lasioglossum minutuloides ingår i släktet smalbin, och familjen vägbin. Inga underarter finns listade i Catalogue of Life.